# 姜暁艶
姜暁艶（ジャン・シャオイェン、Jiang Xiaoyan、1965年1月19日 - ）は、二胡奏者、医学博士。「命の尊さと平和の願い」「心の豊かさと癒し」「慈しみの心 世界に響け」などといったテーマにより、国内外を通じ医学講演および二胡演奏を行っている。

## 略歴
中国、遼寧省大連市出身。5歳より芸術学校で二胡を中心に柳琴・歌・踊り・ヴァイオリン・ヴィオラなどを習い、中学校で「三好学生」の称号を、首批重点高校では大連市の「三好学生」の優秀称号をうける。遼寧中医大学に入学。大学院に進学し、大学病院で心臓内科医をつとめる。1994年3月、修士課程を修了し、 遼寧中医大学講師となる。
1997年5月、広島大学医学部の客員研究員として来日。同大学院の医学部博士課程を修了し、2002年3月、医学博士（広島大学）を取得する。2003年、二胡奏者としてデビュー。
二胡奏者としては、精神障害者、原爆被爆者および災害被災者のためのチャリティーコンサートも含めて、日本各地で演奏活動を行っている。海外では、2004年にニューヨークおよびシアトルで、2012年にハワイで、それぞれ二胡の演奏を行った。また、自らが病気に苦しんだ際、仏教が心の支えとなったことから、中央佛教学院通信教育部にて浄土真宗を学び、寺院における法要コンサートや法話コンサートも多数開催している。また、病院や介護施設での慰問コンサートも多数開催した。また、広島市内に自らが院長を務める二胡教室「二胡音楽院」を開設し、後進の指導にあたるとともに、音楽院の生徒とともに「広島二胡十二楽坊」を結成し、イベントでの演奏を行っている。これらの国際交流活動、社会福祉活動は広島市から「広島国際交流推進者・推進団体」および「広島市文化振興基金助成事業」に認定された。
医学博士としては、自らが主宰する精神障害者・原爆被爆者の支援活動である「Life＆Peace」により、講演や音楽療法を通じた自殺防止活動などを行う。また、遼寧中医大学附属日本医薬学院講師を務める。

## 作品

### アルバム
- 追夢（2003年）
- 願（2003年）[9]
- 慈響（2004年）[9]
- めぐみ（2006年）[9]
- 輝けいのち（2007年）[9]
- 千の風（2007年）
- 悠～はるか（2008年）
- 蓮心（2009年）[9]
- 心恋（2010年）
- 平和の響（2012年）
- 古寺月影（2014年）
- Love Rose～愛しいあなたへ～（2015年）
- 追憶～シルクロード～（2015年）
- Anniversary（2016年）[10]

## 主な出演イベント・コンサート
出演イベント・コンサートが毎年数十回にのぼるため、以下は主なもののみを記載する。
- 2004年5月　ニューヨークおよびシアトルで開催された「原爆記念式典」に広島代表として出演。
- 2006年12月　石井竜也と広島交響楽団による「GROUND ANGEL ORCHESTRAコンサート」にゲスト出演。
- 2012年9月　ハワイ別院にて「慈しみのこころ・世界に響け 姜暁艶 二胡コンサート」を開催。
- 2015年12月　平山郁夫美術館にて「平山郁夫画伯追悼コンサート～姜 暁艶の二胡で奏でる慈しみの心～」を開催。

また、このほか、自らが指導している「二胡音楽院」の生徒とともに、2003年以降「姜暁艶＆二胡音楽院 二胡アンサンブルコンサート」をほぼ毎年開催している。

## 書籍
- 姜暁艶『幸せへの扉 慈しみの心』（2009年、探求社、ISBN 978-4884838317）